# Benjamin Cardozo
 (mai 2022).
La mise en forme du texte ne suit pas les recommandations de Wikipédia : il faut le « wikifier ».
Les points d'amélioration suivants sont les cas les plus fréquents. Le détail des points à revoir est peut-être précisé sur la page de discussion.
- Les titres sont pré-formatés par le logiciel. Ils ne sont ni en capitales, ni en gras.
- Le texte ne doit pas être écrit en capitales (les noms de famille non plus), ni en gras, ni en italique, ni en « petit »…
- Le gras n'est utilisé que pour surligner le titre de l'article dans l'introduction, une seule fois.
- L'italique est rarement utilisé : mots en langue étrangère, titres d'œuvres, noms de bateaux, etc.
- Les citations ne sont pas en italique mais en corps de texte normal. Elles sont entourées par des guillemets français : « et ».
- Les listes à puces sont à éviter, des paragraphes rédigés étant largement préférés. Les tableaux sont à réserver à la présentation de données structurées (résultats, etc.).
- Les appels de note de bas de page (petits chiffres en exposant, introduits par l'outil «  Source ») sont à placer entre la fin de phrase et le point final[comme ça].
- Les liens internes (vers d'autres articles de Wikipédia) sont à choisir avec parcimonie. Créez des liens vers des articles approfondissant le sujet. Les termes génériques sans rapport avec le sujet sont à éviter, ainsi que les répétitions de liens vers un même terme.
- Les liens externes sont à placer uniquement dans une section « Liens externes », à la fin de l'article. Ces liens sont à choisir avec parcimonie suivant les règles définies. Si un lien sert de source à l'article, son insertion dans le texte est à faire par les notes de bas de page.
- La présentation des références doit suivre les conventions bibliographiques. Il est recommandé d'utiliser les modèles {{Ouvrage}}, {{Chapitre}}, {{Article}}, {{Lien web}} et/ou {{Bibliographie}}. Le mode d'édition visuel peut mettre en forme automatiquement les références.
- Insérer une infobox (cadre d'informations à droite) n'est pas obligatoire pour parachever la mise en page.

Pour une aide détaillée, merci de consulter Aide:Wikification.
Si vous pensez que ces points ont été résolus, vous pouvez retirer ce bandeau et améliorer la mise en forme d'un autre article.
Pour les articles homonymes, voir Cardozo.
Benjamin Nathan Cardozo (24 mai 1870 - 9 juillet 1938) est un avocat et juriste américain, juge assesseur de la Cour suprême des États-Unis . Auparavant, il est juge en chef de la Cour d'appel de New York (en). On se souvient de Cardozo pour son influence significative sur le développement de la Common Law américaine au XXe siècle, en plus de sa philosophie et de son style de prose très vivant.

## Biographie

### Jeunesse et famille
Cardozo, le fils de Rebecca Washington (née Nathan) et Albert Jacob Cardozo, est né le 24 mai 1870 à New York. Les grands-parents maternels de Cardozo, Sara Seixas et Isaac Mendes Seixas Nathan, et ses grands-parents paternels, Ellen Hart et Michael H. Cardozo, sont des Séfarades occidentaux de la communauté juive portugaise et sont affiliés à la Congrégation Shearith Israël de Manhattan. Leurs ancêtres ont immigré dans les colonies britanniques de Londres, en Angleterre avant la révolution américaine.
La famille descend de nouveaux chrétiens d'origine juive. Ils ont quitté la péninsule ibérique pour les Pays-Bas pendant l'Inquisition. Là, ils sont revenus à la pratique du judaïsme. La tradition de la famille Cardozo soutient que leurs ancêtres marrano (Nouveaux Chrétiens qui maintenaient les pratiques crypto-juives dans le secret) venaient du Portugal, bien que l'ascendance de Cardozo n'ait pas été fermement retracée dans ce pays. Mais l'orthographe des noms ibériques communs tels que "Cardozo" (orthographe archaïque de Cardoso), "Seixas" et "Mendes" ressemble à l'orthographe portugaise, plutôt que l'espagnole.
Benjamin Cardozo a une jumelle, Emily. Ils sont quatre autres frères et sœurs, dont une sœur aînée Nell et un frère aîné.
Benjamin est nommé en l'honneur de son oncle, Benjamin Nathan, vice-président de la Bourse de New York. Il est assassiné en 1870 et l'affaire n'est jamais résolue. Parmi leurs nombreux cousins, il y a notamment la poète Emma Lazarus ou la suffragette Maud Nathan. D'autres relations antérieures comprennent Francis Lewis Cardozo (1836-1903), Thomas Cardozo et Henry Cardozo, gens de couleur libres de Charleston, Caroline du Sud. Francis devient un ministre presbytérien à New Haven, Connecticut après avoir étudié en Écosse, et est élu secrétaire d'État de la Caroline du Sud pendant l'ère de la reconstruction. Plus tard, il travaille comme éducateur à Washington DC sous une administration républicaine.
Albert Cardozo, le père de Benjamin Cardozo, est juge à la Cour suprême de New York (tribunal de première instance de l'État) jusqu'en 1868. Il est impliqué dans un scandale de corruption judiciaire, déclenché par les guerres de prise de contrôle d'Erie Railroad et est contraint de démissionner. Le scandale conduit également à la création de l'Association du Barreau de la Ville de New York. Après avoir quitté la cour, le doyen Cardozo continue à exercer le droit pendant près de deux décennies de plus jusqu'à sa mort en 1885.
Quand Benjamin et Emily ont 9 ans, leur mère Rebecca décède. Les jumeaux sont élevés pendant une grande partie de leur enfance par leur sœur Nell qui a 11 ans de plus, celle-ci devient la figure maternelle de la fratrie. L'un des tuteurs de Benjamin est Horatio Alger, ce dernier transmet à Benjamin son amour pour la poésie.
Des six enfants nés d'Albert et de Rebecca Cardozo, seule sa sœur jumelle Emily s'est mariée. Elle et son mari n'ont pas d'enfants. Benjamin Cardozo vit avec sa sœur Nell durant toute sa vie. Cependant, l'état de santé de sa sœur commence à se détériorer ce qui constitue une source de préoccupation constante pour Benjamin. Après des années de maladie et de soins, Nell décède le 22 novembre 1929.

Le spécialiste du droit constitutionnel Jeffrey Rosen note dans une revue de livre du New York Times du livre de Richard Polenberg sur Cardozo:
Polenberg décrit la dévotion de Cardozo durant toute sa vie à sa grande sœur. Lorsqu'on lui demandait pourquoi il ne s'était jamais marié, Cardozo répondait calmement et tristement, " Je ne pourrais jamais donner à Nellie la seconde place dans ma vie". 

### Éducation
Benjamin Cardozo reçoit une très bonne éducation et est passionné par les livres et la littérature. Il sait lire le grec, le latin, l’allemand ainsi que le français.
À 15 ans, Cardozo entre à l'Université Columbia où il est élu à Phi Beta Kappa. Il est admis à la Columbia Law School en 1889. Cardozo veut intégrer une profession qui pourrait lui permettre de subvenir à ses besoins et à ceux de ses frères et sœurs, mais il espère également restaurer le nom de famille, souillé par les actions de son père en tant que juge. Cardozo quitte la faculté de droit après deux ans sans diplôme en droit. En parallèle de ses études de droit, Benjamin Cardozo est admis à la Faculté de Philosophie et à l’Ecole des sciences politiques de Columbia, d’où il sort diplômé avec un master en Art. C’est un excellent élève et il est perçu comme étant le plus intelligent de son année par ses camarades.

### Avocat
Cardozo passe le Barreau en 1891 et commence à pratiquer le droit d'appel aux côtés de son frère aîné dans le cabinet d’avocat établit par son père. Il passe la plupart du temps à travailler sur des dossiers de droit commercial. Il devient très vite un avocat de référence et maîtrise à la perfection les principes de la common law. Benjamin Cardozo exerce le droit à New York jusqu'à la fin de l'année 1913 avec Simpson, Warren et Cardozo.
Motivé par une ascension professionnelle et par le souhait de redorer son nom de famille, Cardozo se présente à un poste de juge à la Cour suprême de New York. En novembre 1913, Cardozo est élu par une large marge pour un mandat de 14 ans dans cette cour, prenant ses fonctions le 1er janvier 1914. 

### Cour d'appel de New York
En février 1914, Cardozo est désigné à la Cour d'appel de New York en vertu de l'amendement de 1899. Il aurait été le premier Juif à siéger à la Cour d’appel.
En janvier 1917, il est nommé par le gouverneur à un siège régulier à la Cour d'appel pour combler le vide laissé par la démission de Samuel Seabury. Aux élections de novembre 1917, il est élu sur les billets démocrates et républicains pour un mandat de 14 ans à la Cour d'appel.
Aux élections de 1926, il est élu, pour un mandat de 14 ans comme juge en chef. Il entre en fonction le 1er janvier 1927 et démissionne le 7 mars 1932 pour accepter une nomination à la Cour suprême des États-Unis.
Son mandat est marqué par un certain nombre de décisions originales, notamment en matière de responsabilité délictuelle et contractuelle. Ceci est en partie dû au timing; l'industrialisation rapide oblige les tribunaux à réexaminer les anciennes composantes de la common law pour s'adapter à de nouveaux contextes.
En 1921, Cardozo donne les "Storrs Lectures" à l'Université Yale, qui sont ensuite publiées sous le titre The Nature of the Judicial Process, un livre qui reste précieux pour les juges aujourd'hui. Peu de temps après, Cardozo devient membre du groupe qui a fondé l'American Law Institute, qui rédige un Restatements of the Law of Torts, Contracts, et une foule d'autres sujets de droit privé. Il écrit trois autres livres qui sont également devenus des normes dans le monde juridique.
Alors qu'il est à la Cour d'appel, il critique la règle d'exclusion telle qu'elle a été élaborée par les tribunaux fédéraux, en disant: « Le criminel doit être libéré parce que le gendarme a fait une gaffe ». Il a noté que de nombreux États ont rejeté la règle, mais suggère que l'adoption par les tribunaux fédéraux affecterait la pratique dans les États souverains.

### Cour suprême des États-Unis

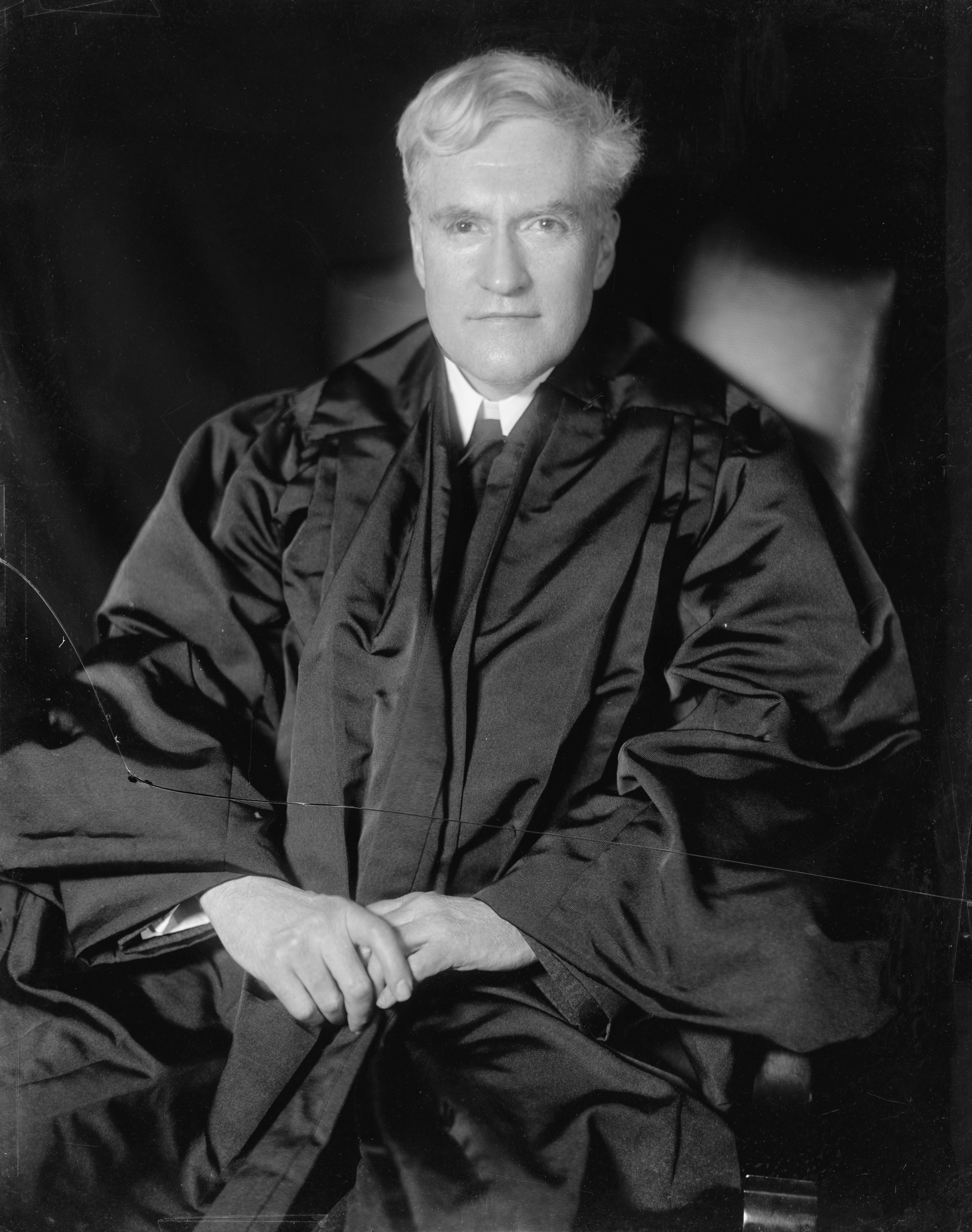
Portrait de Cardozo à la Cour Suprême

En 1932, le président Herbert Hoover nomma Cardozo à la Cour suprême des États-Unis pour succéder au juge Oliver Wendell Holmes.
Au sujet de cette nomination, le New York Times déclare que « rarement, voire jamais, dans l'histoire de la Cour, une nomination a été si universellement saluée ». La nomination du démocrate Cardozo par un président républicain est considérée comme l'une des rares nominations à la Cour suprême de l'histoire qui n'est pas motivée par la partisanerie ou la politique, mais strictement basée sur la contribution du candidat à la loi. Au moment où Hoover se présente pour la réélection, finalement contre le démocrate Franklin Roosevelt, il a donc peut-être encore envisagé un calcul politique plus large.

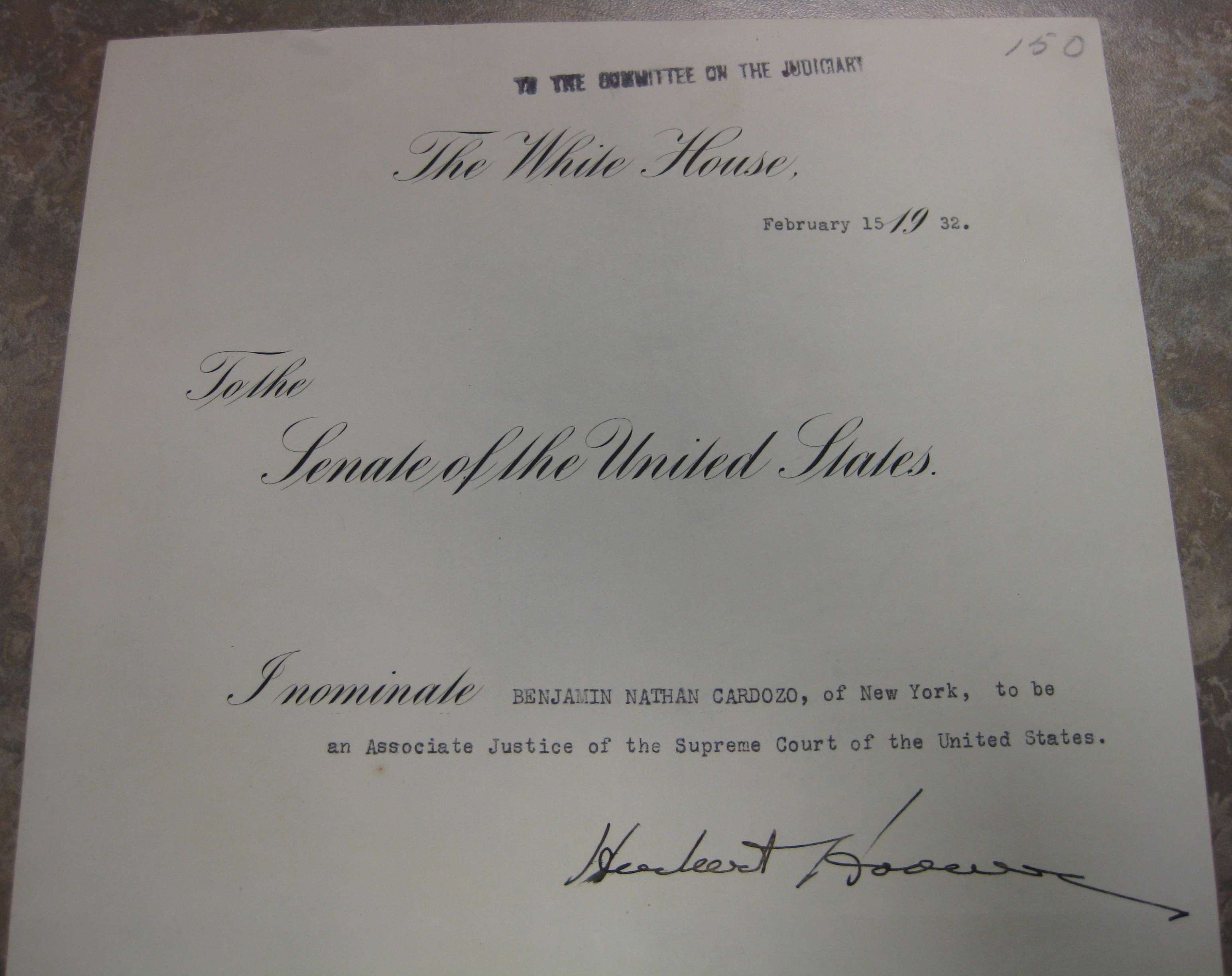
Nomination de Cardozo à la Cour Suprême

Cardozo est confirmé par un vote unanime au Sénat le 24 février. Lors d'une émission de radio le 1er mars 1932, le jour de la confirmation de Cardozo, Clarence C. Dill, sénateur démocrate de Washington, qualifie la nomination de Cardozo par Hoover de « plus bel acte de sa carrière en tant que président ». L'ensemble du corps professoral de la faculté de droit de l'Université de Chicago exhorte Hoover à nommer Cardozo, tout comme les doyens des facultés de droit de Harvard, Yale et Columbia. Le juge Harlan Fiske Stone exhorte fortement Hoover à nommer Cardozo, proposant même de démissionner pour lui faire de la place si Hoover pensait à quelqu'un d'autre (Stone avait suggéré à Calvin Coolidge de nommer Cardozo en 1925 avant Stone). Hoover hésite à l'origine; il est préoccupé par le fait qu'il y a déjà deux juges de New York et un juif sur le terrain. Le juge James McReynolds est connu comme un antisémite notoire. Cependant, lorsque le président de la commission des relations extérieures du Sénat, William E. Borah de l'Idaho, ajoute son ferme soutien à Cardozo, Hoover accède finalement sous la pression. C’est grâce à son prestige que ceux qui sont favorables à sa nomination ont su renverser trois obstacles, qui au début paraissaient insurmontables : il est juif, New-Yorkais et progressiste.  
Au cours de ses années en tant que juge associé, Cardozo rédige des opinions soulignant la nécessité d'une adhésion la plus étroite au dixième amendement.

### Décès
En fin d'année 1937, Cardozo a une crise cardiaque et au début de 1938, il subit un accident vasculaire cérébral. Il décède le 9 juillet 1938, à l'âge de 68 ans. Il est enterré au cimetière Shearit Israel (Beth Olam) dans le Queens.

## Affaires notables

### Cour d'appel de New York
- Schloendorff c. Société de l'hôpital de New York , 105 NE 92 (1914), il est nécessaire d'obtenir le consentement éclairé d'un patient avant l'opération, mais un hôpital à but non lucratif n'était pas responsable du fait d'autrui (ce dernier aspect a été renversé en 1957)
- MacPherson c. Buick Motor Co. , 111 NE 1050 (1916) mettant fin au lien privé comme condition préalable au droit de responsabilité du fait des produits en décidant que les fabricants de produits pourraient être tenus responsables des dommages causés aux consommateurs indépendamment de l'absence de lien privé.
- De Cicco c. Schweizer , 117 NE 807 (1917) où Cardozo a abordé la question du droit des tiers bénéficiaires dans une affaire de contrat de mariage.
- Bois v. Lucy, Lady Duff-Gordon , 118 NE 214 (1917) sur une promesse implicite de faire quelque chose constituant une contrepartie dans un contrat.
- Martin c. Herzog , 126 NE 814 (1920) le manquement à l'obligation légale établit la négligence et les éléments de la réclamation comprennent la preuve du lien de causalité
- Jacob et Youngs c. Kent , 230 NY 239 (1921), l'exécution substantielle d'un contrat n'entraîne pas un droit de résiliation, seulement des dommages-intérêts.
- Hynes c. Compagnie de chemin de fer central de New York , 131 NE 898 (1921), un chemin de fer avait une obligation de diligence bien que les victimes soient des intrus.
- Glanzer v Shepard, 233 NY 236, 135 NE 275, 23 ALR 1425 (1922), un différend sur la pesée des haricots Caballero, avec des devoirs imposés par la loi, mais de plus en plus hors contrat.
- Berkey c. Chemin de fer de la troisième avenue , 244 NY 84 (1926), le voile corporatif ne peut être percé, même en faveur d'une victime d'un délit, à moins que la domination d'une filiale par la société mère ne soit complète.
- Wagner c. Chemin de fer international , 232 NY 176 (1926) la doctrine du sauvetage. "Le danger invite au sauvetage. Le cri de détresse est l'appel au soulagement [. . . ] L'urgence engendre l'homme. Le coupable n'a peut-être pas prévu la venue d'un libérateur. Il est responsable comme s'il l'avait fait. "
- Meinhard c. Saumon , 164 NE 545 (1928), l' obligation fiduciaire des partenaires commerciaux est: «Pas seulement l'honnêteté, mais le punctilio d'un honneur le plus sensible».
- Palsgraf c. Long Island Railroad Co. , 162 NE 99 (1928) le développement du concept de cause immédiate en droit de la responsabilité délictuelle.
- Jessie Schubert c. August Schubert Wagon Company , 164 NE 42 (1929) Réponse du supérieur et la relation d'immunité du conjoint ne sont pas liées.
- Murphy c. Parc d'attractions Steeplechase , 166 NE 173 (1929) a refusé le droit de se rétablir pour une blessure au genou après avoir fait du funride «The Flopper» puisque la victime «a assumé le risque».
- Ultramares c. Touche , 174 NE 441 (1931) sur la limitation de la responsabilité des auditeurs

### Cour suprême des États-Unis
- Nixon c. Condon, 286 US 73 (1932) tous blancs du Parti démocrate du Texas inconstitutionnel
- Welch c. Helvering, 290 US 111 (1933) qui concerne l'article 162 de l'Internal Revenue Code et le sens des déductions commerciales "ordinaires".
- Panama Refining Co. c. Ryan, 293 US 388 (1935) en désaccord avec une interprétation étroite de la clause relative au commerce .
- ALA Schechter Poultry Corp. c.États-Unis, 295 US 495 (1935), souscrivant à l'invalidation de la réglementation sur la volaille comme étant en dehors du pouvoir de la clause commerciale.
- Carter c. Carter Coal Company , 298 US 238 (1936) en désaccord sur la portée de la clause relative au commerce.
- Steward Machine Company c. Davis, 301 US 548 (1937) les indemnités de chômage et la sécurité sociale étaient     constitutionnelles.
- Helvering c. Davis, 301 US 619 (1937) la sécurité sociale n'est pas un programme contributif.
- Palko c. Connecticut, 302 US 319 (1937), la clause de procédure régulière incorporait les droits qui étaient "implicites dans le concept de liberté ordonnée".

## Origines
À l'âge adulte, Cardozo ne pratique plus le judaïsme, il s'identifie comme agnostique mais il est fier de son héritage juif. Cardozo est le deuxième juge juif à être nommé à la Cour suprême. Le premier est Louis Brandeis, dont la famille est ashkénaze.
Cardozo est né dans la communauté juive espagnole et portugaise, qui avait des traditions distinctes des ashkénazes. Depuis la nomination de la juge Sonia Sotomayor au 21e siècle, certains commentateurs ont suggéré que Cardozo devrait être considéré comme le «premier juge hispanique». Mais il n'a pas grandi dans la culture hispanique. En 1492, la Couronne espagnole expulse les Juifs résidents qui ne veulent pas se convertir et en persécute certains;
En réponse à cette controverse, le biographe de Cardozo Kaufman, remet en question l'utilisation du terme «hispanique» dans la vie du juge Cardozo, déclarant: «Eh bien, je pense qu'il se considérait comme un juif séfarade dont les ancêtres venaient de la péninsule ibérique ». Après des siècles en Amérique du Nord britannique, Cardozo « avoue en 1937 que sa famille n'avait conservé ni la langue espagnole ni les traditions culturelles ibériques ». Ses ancêtres avaient vécu en Angleterre, dans les colonies britanniques et aux États-Unis depuis le 17e siècle.
Certains groupes de défense latino-américains, tels que l'Association nationale des élus latino-américains et l'Association nationale du barreau hispanique, considèrent Sonia Sotomayor comme la première justice hispanique car elle a été élevée dans la culture hispanique.

## Influence et contributions

### Appartenances
- Trustee of Columbia University, élu à la mort de Dr. Walker B. James.
- Membre du « Judean Club », clb rassemblant un ensemble de « cultured Jewish gentlement » dont le but est de faire avancer les ambitions intellectuelles et spirituelles des Juifs.
- Membre du « board » du American Jewish Commitee ayant pour but de regrouper toutes les composantes juives américaines et de défendre les droits des juifs du monde entier.
- Membre du Zionist Organization of America, malgré certaines divergences d’opinion. Il a notamment écrit à ce propos : « I have signed the application with some misgiving, for I have confessed... that I am not yet an enthusiast But today, the line seems to be forming between those who are for the cause and those who are against it, with little room for a third camp. I am not willing to join those who are against, so I go over to the others.»
- Faisait partie des premiers leaders du American Law Institute, créé pour clarifier et simplifier la loi, l’adapter aux besoins sociaux et assurer une meilleure administration de la justice, notamment.

### Contribution au New Deal
Durant son temps en tant que juge à la Cour suprême, Cardozo a largement contribué à la mise en place de la politique du New Deal. En effet, lors de la mise en place de cette politique de relance, le Président Roosevelt avait pris un nombre important de lois et celles-ci ont souvent été attaquées sur leur constitutionnalité. Stone, Brandeis et Cardozo, les trois juges libéraux siégeant à la Cour à cette époque, connus sous l’appellation les « Three Musketeers », sont les juges ayant voté le plus de fois pour la constitutionnalité des actes attaqués sous la politique du New Deal.
On peut notamment voir la position qu’avait Cardozo sur le New deal dans l’affaire Carter c. Carter Coal Co. Dans cette affaire, on peut voir que Cardozo accepte une interprétation plus large de la Commerce Clause et une extension du pouvoir fédéral car selon lui, la Cour Suprême ne devrait juger une disposition inconstitutionnelle uniquement lorsqu’elle serait clairement arbitraire ou oppressive. Ainsi, jugeant le New Deal nécessaire en ces temps de Grande Dépression, Cardozo va être favorable à cette politique et n’ira à l’encontre de celle-ci que lorsqu’il jugera qu’elle soit clairement arbitraire.
Dans l’affaire Helvering c. Davis, on peut également voir l’importance de la contribution du juge dans la politique New Deal. Cardozo rédige dans cette affaire l’opinion majoritaire. Dans celle-ci, il estime que le National Security Act, disposition prise dans le cadre du New Deal, a été adopté dans un contexte de « nation-wide calamity » et que la situation nécessitait un effort de tous les Etats. En maintenant la constitutionnalité du National Security Act, la Cour, avec l’influence de Cardozo, a effectué un tournant en supportant la politique du New Deal.

#### LesThree Musketeers
Son association avec Louis Brandeis et Harlan Stone à la Cour Suprême les ont fait connaitre sous le surnom des “Trois Mousquetaires”. Ils étaient souvent opposés à quatre juges conservateurs, opposés à la législation du New Deal, plus souvent connus sous le nom des “Four Horsemen” (McReynolds, VanDevanter, Sutherland et Butler).
De nombreuses lois comme la Gold Confiscation Act (1934) ou encore les lois concernant la sécurité sociale ont pu être adoptées grâce aux Three Musketeers.

### Cardozo et lacommon law
Benjamin Cardozo est considéré comme étant un personnage qui a une influence non négligeable sur l’existence et le développement de la common law aux Etats-Unis. Il a fait prendre conscience aux juges ainsi qu’aux membres du Barreau l’importance de la common law dans le système judiciaire. C’est durant la période pendant laquelle Benjamin Cardozo a siégé à la Cour d’appel de New York qu’il a joué un rôle important dans le développement de la common law.
Benjamin Cardozo a rendu plusieurs arrêts célèbres au sein de la cour de common law de New York. Aujourd’hui, ses décisions sont encore étudiées dans de nombreuses universités et citées par de nombreuses juridictions. 
Parmi ses décisions les plus célèbres, on retrouvera l’affaire MacPherson v. Buick Motor Co. (1916), laquelle aura une influence profonde sur le droit de la responsabilité. Cet arrêt a supprimé l’exigence du lien contractuel afin d’engager la responsabilité d’une personne lorsque celle-ci cause un dommage qui était prévisible. Avant que cet arrêt ne soit rendu, aucune responsabilité ne pouvait être engagée en l’absence de lien contractuel. 

## Œuvres littéraires

### Cardozo, Benjamin N. (1921),The Nature of the Judicial Process
C’est un ouvrage qui est considéré comme étant un classique de la pensée juridique américaine. Il reprend les quatre conférences que Benjamin Cardozo a prononcées devant les étudiants de l’université de Yale en 1921.
Dans cet ouvrage, Benjamin Cardozo traite des quatre méthodes d’interprétation judiciaire qui sont : la méthode philosophique, la méthode historique, la méthode de la tradition ainsi que de la méthode sociologique.

### Cardozo, Benjamin N. (1924),The Growth of the Law.
Cet ouvrage regroupe un ensemble de leçons que Cardozo avait dispensé à Yale. L'auteur va développer plus en profondeur ce qu’il a abordé dans son précédent ouvrage. Cardozo se questionne ici sur la façon dont la loi grandit, dont elle se développe. Il explique que la loi a besoin, tant de la science que de la philosophie.
En effet, pour Cardozo, la science est nécessaire pour reformuler la loi dans une optique de certitude. La loi doit être certaine pour qu’on puisse l’appliquer. Il faut également que son application soit uniforme, en effet, une loi ne peut être adaptée aux besoins de chaque. La philosophie quant à elle est nécessaire pour faire grandir la loi, les méthodes de jugements et la fonction de la loi en tant que telle. Cette opposition est nécessaire. En effet, malgré le fait que le droit doive être certain, il doit également pouvoir être élastique. Les objectifs et priorités d’hier peuvent en effet diverger de celles d’aujourd’hui.

### Cardozo, Benjamin N. (1928).The Paradoxes of Legal Science
Cet ouvrage est également un regroupement d’une série de lectures dispensées par Cardozo. Il s’inscrit dans la lignée des deux précédents ouvrages tout en développant plus son point de vue.
Le cursus philosophique suivi par Cardozo se reflète particulièrement dans cet ouvrage où il se penche davantage sur des problèmes philosophiques.
Cet ouvrage verra se confronter la théorie des valeurs et les implications que celles-ci vont avoir dans le sens donné au mot “justice”.
Cardozo abordera également de nombreux paradoxes comme celui du “rest and motion”.

### Cardozo, Benjamin N. (1931),Law and Literature and Other Essays and Addresse's
Cet ouvrage de 190 pages contient 7 parties. :
1. Law and literature : Dans cette partie, Cardozo développe sa théorie selon laquelle les écrits juridiques peuvent aussi être considérés comme étant de la littérature. Il va illustrer cela dans son travail à la perfection. Cet ouvrage est également très utile pour les avocats qui doivent s'adresser à la Cour d'appel. En effet, il donne de nombreux conseils ou astuces et ce, toujours exprimé avec de l'humour.
2. A ministry of justice : Cette contribution a une grande importance quant aux aspects pratiques de la réforme du droit. Cardozo exprime son avis et, selon lui, la réforme ne se fera pas toute seule. En effet, il faudrait A ministry of justice pour organiser et développer cela.
3. What medecine can do for law : Discours prononcé devant l'Académie de médecine de New York.
4. The American law institute
5. The home of the law : Discours prononcé lors de l'inauguration du nouveau siège de l'Association des avocats du comté de New York.
6. The game of the law and its prizes : Discours prononcé lors de la remise des diplômes aux étudiants de la faculté de droit d'Albany.
7. The comradeship of the bar : Discours prononcé lors du déjeuner de l'Association des anciens élèves de la faculté de droit de l'université de New York.

## Honneurs
Cardozo a reçu le diplôme honorifique de LL. D. de plusieurs collèges et universités, dont: Columbia (1915), New York (1922), Michigan (1923), Harvard (1927), St. John’s (1928), St. Lawrence (1932), Williams (1932), Princeton (1932), Pennsylvanie (1932), Brown (1933) et Chicago (1933).

## Écoles, organisations et bâtiments portant le nom de Cardozo

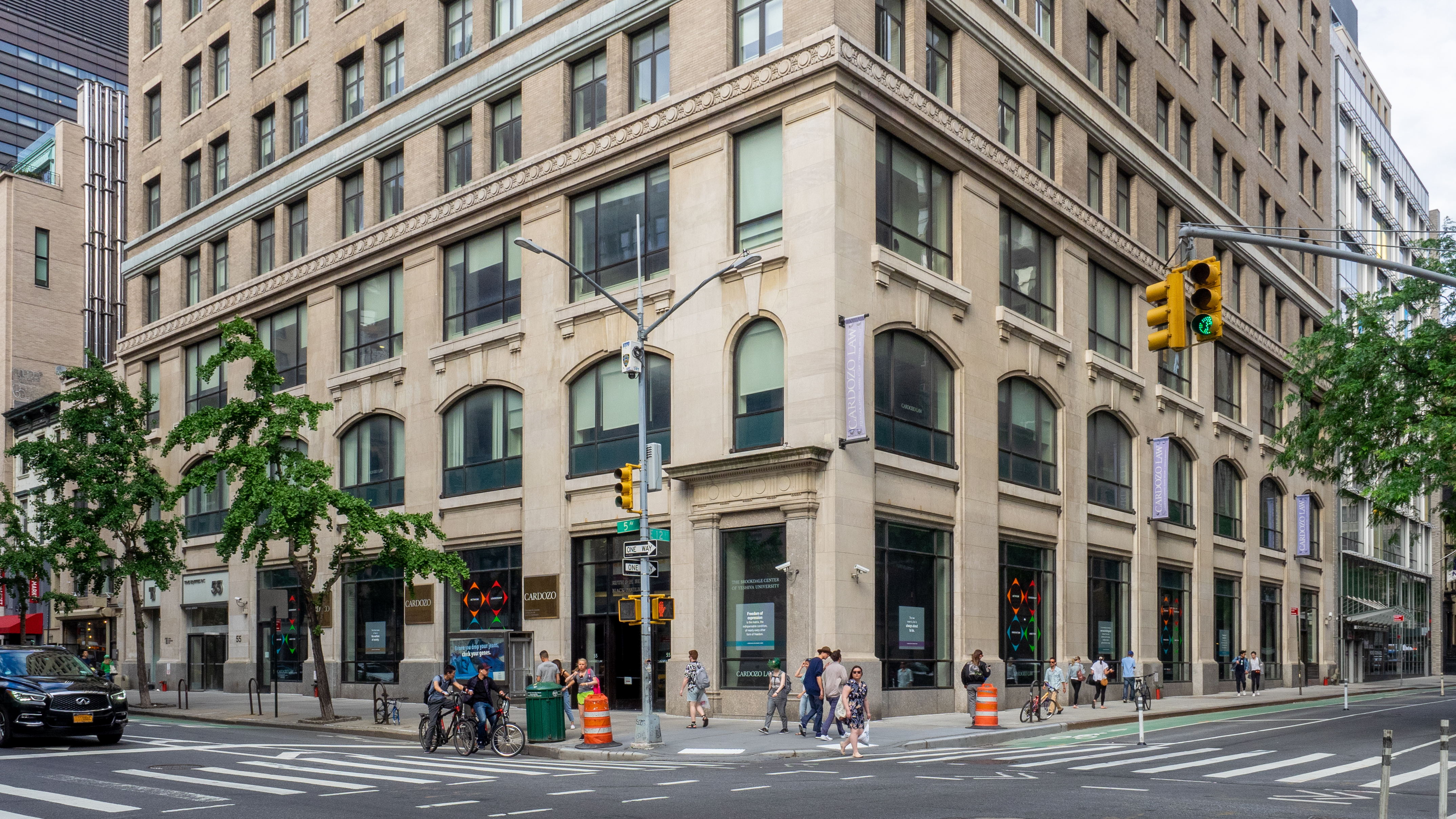
Benjamin N. Cardozo School of Law

- Benjamin N.Cardozo School of Law de l'Université Yeshiva de New York
- Cardozo College, un dortoir à l' Université Stony Brook à Stony Brook, New York
- Benjamin N. Cardozo Lodge # 163, Chevaliers de Pythias
- Benjamin N.Cardozo High School dans le quartier du Queens à New York City
- L'hôtel Cardozo à Miami à Miami, Floride, sur 1300 Ocean Drive

## Pépites
- Lors des élections présidentielles de 1928, Cardozo a soutenu le candidat Démocrate, non pas celui qui allait devenir le futur Président Hoover.
- Cardozo selon les dires de tous était un homme extraordinaire. Cependant, il courtisait des universitaires pour que ceux-ci le couvrent ensuite de louanges.
- Il faisait très attention à sa façon de s’habiller ainsi qu’à ses « tousled hair ».
- Sa connaissance était stupéfiante et il avait une mémoire photographique ce qui lui permettait de rédiger un papier en y incluant de nombreuses références de mémoire.
- Cardozo était une personne extrêmement discrète par rapport à sa vie personnelle, parlant très peu de ses sentiments. Si discret qu’à sa mort il demanda à Lehman de se débarrasser de sa correspondance, ce qu’il fit en y mettant le feu.